# Сирнегор
Сирнего́р (болг. Сърнегор) — село в Пловдивській області Болгарії. Входить до складу общини Брезово.

## Населення
За даними перепису населення 2011 року у селі проживала 141 особа, з них 137 осіб (98,6%) — болгари.
Розподіл населення за віком у 2011 році:
Динаміка населення: